# 保健学部
保健学部（ほけんがくぶ）とは、大学において主に保健学などを修める学部である。

## 概要
保健学は、「Health Sciences」の邦訳であり、健康の探求とその維持・増進を目的とする諸科学を統合した総合科学である。医学（歯学を含む）・福祉系の大学において設置されているケースも多く、多くの医療福祉関係の専門職を輩出している。また、希に理工学系大学にも設置されていることがある。
保健学関連の学科としては、保健学科、口腔保健学科の他に、看護学科、臨床検査学科、理学療法学科、作業療法学科、鍼灸学科、柔道整復学科、言語聴覚学科、視機能療法学科、診療放射線学科、放射線技術科学科、救急救命学科などがあり、これらの学科で授与する学位（学士号）としては学士（保健学）を筆頭に、学士（口腔保健学）、学士（看護学）、学士（保健衛生学）、学士（言語聴覚学）など学科名に合わせた学士号が授与される。

## 保健学部をおく日本の大学
- 杏林大学 - 臨床検査技術学科|健康福祉学科|看護学科 (看護学専攻/看護養護教育学専攻) |臨床工学科|救急救命学科|リハビリテーション学科 (理学療法学専攻/作業療法学専攻/言語聴覚療法学専攻) |診療放射線技術学科|臨床心理学科
- 弘前医療福祉大学 - 看護学科|医療技術学科 (作業療法学専攻/言語聴覚学専攻)

## 保健を冠する学部をおく日本の大学

### 保健医療学部
- 北海道科学大学 - 看護学科|臨床工学科|理学療法学科|義肢装具学科|診療放射線学科
- 朝日大学 - 看護学科|健康スポーツ科学科
- 茨城県立医療大学 - 看護学科|放射線技術科学科|理学療法学科|作業療法学科
- 植草学園大学 - リハビリテーション学科 (理学療法学専攻/作業療法学専攻)
- 大阪保健医療大学 - リハビリテーション学科 (理学療法学専攻/作業療法学専攻　他に専攻科として言語聴覚専攻科)
- 香川県立保健医療大学 - 看護学科|臨床検査学科
- 関西医療大学 - はり灸・スポーツトレーナー学科|理学療法学科|作業療法学科|臨床検査学科
- 関西国際大学 - 看護学科 (看護学専攻|看護グローバル専攻)
- 公立小松大学 - 看護学科|臨床工学科
- 国際医療福祉大学
  - 保健医療学部 (大田原キャンパス) - 看護学科|理学療法学科|作業療法学科|言語聴覚学科|機能療法学科|放射線・情報科学科
  - 小田原保健医療学部 - 看護学科|理学療法学科|作業療法学科
  - 成田保健医療学部 - 理学療法学科|作業療法学科|言語聴覚学科|医学検査学科|放射線・情報科学科|特別専攻科 (介護福祉特別専攻科/臨床工学特別専攻科)
  - 福岡保健医療学部 - 看護学科|理学療法学科|作業療法学科|言語聴覚学科|医学検査学科
- 埼玉医科大学 - 看護学科|臨床検査学科|臨床工学科|理学療法学科
- 札幌医科大学 - 看護学科|理学療法学科|作業療法学科
- 純真学園大学 - 看護学科|放射線技術科学科|検査科学科|医療工学科
- 順天堂大学 - 理学療法学科|診療放射線学科
- 昭和医科大学 - 看護学科|リハビリテーション学科 (理学療法学専攻/作業療法学専攻）
- 高崎健康福祉大学 - 看護学科|理学療法学科
- 東京有明医療大学 - 鍼灸学科|柔道整復学科
- 豊橋創造大学 - 看護学科|理学療法学科
- 奈良学園大学 - 看護学科|リハビリテーション学科
- 日本医療科学大学 - 看護学科|リハビリテーション学科 (理学療法学専攻/作業療法学専攻) |診療放射線学科|臨床検査学科|臨床工学科
- 日本医療大学 - 看護学科|リハビリテーション学科 (理学療法学専攻/作業療法学専攻) |診療放射線学科|臨床検査学科|臨床工学科
- 日本体育大学 - 整復医療学科|救急医療学科
- 人間総合科学大学 - 看護学科|リハビリテーション科 (理学療法学専攻/義肢装具学専攻)
- 常葉大学 (同系統として健康プロデュース学部も設置) - 理学療法学科|作業療法学科
- 広島国際大学 (同系統として総合リハビリテーション学部、健康スポーツ学部、健康科学部、看護学部、薬学部がある）- 診療放射線学科|医療技術学科 (臨床検査学専攻|臨床工学専攻) |救急救命学科
- 明治国際医療大学 (同系統として鍼灸学部も設置) - 看護学科|救急救命学科|鍼灸学科|柔道整復学科
- 目白大学 - 理学療法学科|作業療法学科|言語聴覚学科
- 森ノ宮医療大学 - 看護学科|理学療法学科|作業療法学科|臨床検査学科|臨床工学科|鍼灸学科
- 山形県立保健医療大学 - 看護学科|理学療法学科|作業療法学科|
- 大和大学 - 看護学科|総合リハビリテーション学科 (理学療法学専攻/作業療法学専攻/言語聴覚学専攻)

### 保健医療技術学部
- 文京学院大学 - 看護学科|理学療法学科|作業療法学科|臨床検査学科
- 佛教大学 - 看護学科|理学療法学科|作業療法学科

### 保健医療福祉学部
- 埼玉県立大学 - 看護学科|理学療法学科|作業療法学科|社会福祉子ども学科|健康開発学科

### 保健衛生学部
- 鈴鹿医療科学大学(同系統として医用工学部、鍼灸学部も設置) - 放射線技術科学科|医療栄養学科|臨床検査学科|リハビリテーション学科 (理学療法学専攻/作業療法学専攻) |医療福祉学科 (医療福祉学専攻/臨床心理学専攻) |鍼灸サイエンス学科|救急救命学科|医療栄養学科 (管理栄養学専攻/臨床検査学専攻) |理学療法学科
- 藤田医科大学 - 看護学科|リハビリテーション学科 (先進理学療法コース/先進作業療法コース)

### 保健科学部
- 愛媛県立医療技術大学 - 看護学科|臨床検査学科
- 吉備国際大学 - 看護学科|理学療法学科|作業療法学科
- 岐阜医療科学大学 - 臨床検査学科|放射線技術学科
- 九州保健福祉大学 - (同系統として生命医科学部、ほかに臨床工学別科) 臨床心理学科|社会福祉学部|スポーツ健康福祉学科
- 熊本保健科学大学 - 医学検査学科|看護学科|リハビリテーション学科 (理学療法学専攻/生活機能療法学専攻/言語聴覚学専攻)
- 神戸常盤大学 - 医療検査学科|看護学科|診療放射線学科|口腔保健学科
- 筑波技術大学 - 保健学科 (鍼灸学専攻/理学療法学専攻)

### 保健看護学部
- 川崎医療福祉大学 (同系統としてリハビリテーション学部がある) - 保健看護学科
- 和歌山県立医科大学 - 保健看護学科
- 順天堂大学 - 看護学科
- 関西医療大学 - 理学療法学科|作業療法学科|臨床検査学科|はり灸・スポーツトレーナー学科

### 保健福祉学部
- 名寄市立大学 - 栄養学科|看護学科|社会福祉学科|社会保育学科
- 神奈川県立保健福祉大学 - 栄養学科|看護学科|社会福祉学科|リハビリテーション学科 (理学療法学専攻/作業療法学専攻)
- 県立広島大学 - 看護学科|理学療法学科|作業療法学科|コミュニケーション障害学科|人間福祉学科
- 徳島文理大学 - 看護学科|理学療法学科|臨床工学科|人間福祉学科|診療放射線学科|口腔保健学科

### 医療保健学部
- 藍野大学 - 看護学科|理学療法学科|作業療法学科|臨床工学科
- 大阪歯科大学 - 口腔保健学科|口腔工学科[注釈 3]
- 桐生大学 - 看護学科|栄養学科|別科助産専攻
- つくば国際大学 - 看護学科|理学療法学科|臨床検査学科|診療放射線学科|医療技術学科|保健栄養学科
- 東京医療保健大学 - 看護学科|医療栄養学科 (臨床検査学専攻/管理栄養学専攻) |医療情報学科
- 東京工科大学 - 看護学科|リハビリテーション学科 (理学療法学専攻/作業療法学専攻/言語視聴学専攻) |臨床工学科|臨床検査学科
- 姫路獨協大学 - 理学療法学科|作業療法学科|言語聴覚療法学科|臨床工学科
- 北陸大学 - 医療技術学科 (臨床検査技師養成コース/臨床工学技士養成コース)

### 医療保健科学部
- 北海道文教大学 - 看護学科|リハビリテーション学科 (理学療法学専攻/作業療法学専攻)

## 保健学部に類する保健を冠しない学部をおく日本の大学
上記の保健学系学科の他に、栄養学科や保育学系統のこども学科などを置く学部もみられる。

### 医療衛生学部
- 北里大学 - 保健衛生学科|医療検査学科|医療工学科 (臨床工学専攻/診療放射線技術科学専攻) | リハビリテーション学科 (理学療法学専攻/作業療法学専攻/言語聴覚療法学専攻/聴覚機能療法学専攻)

### 医療技術学部
- 川崎医療福祉大学 - 臨床検査学科|診療放射線技術学科|臨床工学科|臨床栄養学科|健康体育学科
- 群馬医療福祉大学 - 医療技術学科 (医療検査学専攻/臨床工学専攻)
- 群馬パース大学 (同系統として看護学部とリハビリテーション学部がある) - 検査技術学科|放射線学科|臨床工学科|
- 帝京大学 - 視能矯正学科|看護学科|診療放射線学科|臨床検査学科|スポーツ医療学科 (健康スポーツコース) |スポーツ医療学科 (救急救命士コース|トップアスリートコース) |柔道整復学科
- 新潟医療福祉大学 (同系統としてリハビリテーション学部、健康科学部、看護学部、心理・福祉学部、医療経営管理学部などがある) - 臨床技術学科|視機能科学科|救急救命学科|診療放射線学科
- 北海道医療大学  (同系統としてリハビリテーション科学部、看護福祉学部がある) - 臨床検査学科

### 福岡医療技術学部
- 帝京大学 - 看護学科|理学療法学科|作業療法学科|診療放射線学科|医療技術学科 (救急救命士コース/臨床工学コース)

### 医療健康学部
- 金城大学 - 理学療法学科|作業療法学科
- 東京国際大学 - 理学療法学科

### 医療健康科学部
- 駒澤大学 - 診療放射線技術科学科
- 大阪電気通信大学 - 医療科学科|健康スポーツ科学科|理学療法学科 (2025年健康情報学部改組予定）

### 医療福祉学部
- 川崎医療福祉大学 - 医療福祉学科|臨床心理学科|子ども医療福祉学
- 国際医療福祉大学 - 医療福祉・マネジメント学科
- 東北文化学園大学 - 看護学科|リハビリテーション学科 (理学療法学専攻/作業療法学専攻/言語聴覚学専攻/視覚機能学専攻)

### 医療福祉マネジメント学部
- 川崎医療福祉大学 - 医療福祉経営学科|医療情報学科|医療秘書学科|医療福祉デザイン学科

### 健康医療科学部
- 愛知淑徳大学 - (同系統として福祉貢献学部がある) 医療貢献学科 (言語聴覚学専攻/視覚科学専攻/理学療法学専攻/臨床検査学専攻) |スポーツ・健康医科学科 (スポーツ・健康科学専攻/救急救命学専攻)

### 健康医療学部
- 京都先端科学大学 - 看護学科|健康スポーツ学科|言語聴覚学科

### 健康学部
- 東海大学 - 健康マネジメント学科

### 健康管理学部
- 長崎国際大学 - 健康栄養学科

### 健康・スポーツ科学部
- 武庫川女子大学 - 健康・スポーツ科学科|スポーツマネジメント学科

### 健康生活学部
- 活水女子大学 - 食生活健康学科|生活デザイン学科|子ども学科

### 健康発達学部
- 長野県立大学 - 食健康学科|こども学科

### 健康福祉学部
- 神戸女子大学 - 健康スポーツ栄養学科
- 高崎健康福祉大学 - 社会福祉学科|医療情報学科|健康栄養学科
- 東京都立大学 - 看護学科|理学療法学科|作業療法学科|放射線学科

### 健康医療スポーツ学部、健康メディカル学部
- 帝京平成大学
  - 健康医療スポーツ学部 (千葉キャンパス) - 柔道整復学科 (トレーナー・柔道整復コース) |リハビリテーション学科 (作業療法コース/理学療法コース) |医療スポーツ学科 (救急救命士コース/トレーナー・スポーツコース/アスリートコース/動物医療コース) |看護学科
  - 健康メディカル学部 (池袋キャンパス) - 健康栄養学科|心理学科|言語聴覚学科|作業療法学料|理学療法学科|医療科学科 (救急救命土コース/臨床工学コース)

### ヒューマンケア学部
- 帝京平成大学 (池袋キャンパス・中野キャンパス) - 鍼灸学科 (トレーナー・鍼灸コース) |柔道整復学科 (トレーナー・柔道整復コース) |看護学科
- 東都大学 - 看護学科

### 幕張ヒューマンケア学部、沼津ヒューマンケア学部
- 東都大学 - （幕張）看護学科|理学療法学科|臨床工学科|健康科学科　（沼津）看護学科

### 健康プロデュース学部
- 常葉大学 - 健康栄養学科|こども健康学科|心身マネジメント学科|健康鍼灸学科|健康柔道整復学科

### 医薬保健学域
- 金沢大学 - 保健学類 (看護学専攻|診療放射線技術学専攻|検査技術科学専攻|理学療法学専攻|作業療法学専攻)

### 診療放射線学部
- 群馬県立県民健康科学大学 (ほか看護学部) - 診療放射線学科

## 保健学部に類する保健を冠しない学科をおく日本の大学
- 麻布大学生命・環境科学部 臨床検査技術学科 - 環境保健学部を改組
- 大阪体育大学スポーツ科学部 スポーツ心理・カウンセリングコース, 健康科学コース
- 吉備国際大学人間科学部 人間科学科 理学療法学専攻, 作業療法学専攻 - 保健医療福祉学部を改組
- 倉敷芸術科学大学生命科学部 健康科学科、生命医科学科
- 中部大学生命健康科学部 生命医科学科
- 大東文化大学スポーツ・健康科学部 健康科学科　スポーツ学部、健康科学部を参照